# Margherita De Cal
Pour les articles homonymes, voir Cal.
Margherita De Cal, née le 10 août 1950, est une judokate italienne. Elle compte à son palmarès un titre mondial et deux titres européens.

## Palmarès international
| Année | Compétition           | Lieu     | Résultat | Catégorie         |
| ----- | --------------------- | -------- | -------- | ----------------- |
| 1974  | Championnats d'Europe | Gênes    | 3e       | Moins de 72 kg    |
| 1974  | Championnats d'Europe | Gênes    | 3e       | Toutes catégories |
| 1975  | Championnats d'Europe | Munich   | 2e       | Moins de 72 kg    |
| 1976  | Championnats d'Europe | Vienne   | 3e       | Moins de 72 kg    |
| 1979  | Championnats d'Europe | Kerkrade | 2e       | Moins de 72 kg    |
| 1980  | Championnats d'Europe | Udine    | 1re      | Moins de 72 kg    |
| 1980  | Championnats du monde | New York | 1re      | Moins de 72 kg    |
| 1981  | Championnats d'Europe | Madrid   | 1re      | Moins de 72 kg    |
| 1982  | Championnats d'Europe | Oslo     | 3e       | Moins de 72 kg    |